# Elim Chan
Elim Chan (陳以琳, Chan Jí-lam, jűtphing: can4 ji5 lam4) Hongkong, 1986. november 18. – ) hongkongi karmesternő.

## Élete, munkássága
Chan Hongkongban született brit szülők gyermekeként. Fiatalon csellózni és zongorázni tanult, kórusokban énekelt, egyébként a Good Hope Schoolba, majd a Li Po Chun United World College-ba járt. Orvos akart lenni, ezért a massachusettsi Smith College-ban folytatta tanulmányait. Másodéves korában azonban az érdeklődése a zene, konkrétan a karmesterkedés felé fordult, és 2009-ben karmesteri alapdiplomával végzett. 2011-ben karmesteri mesterdiplomát szerzett a Michigani Egyetemen, Kenneth Kieslernél tanult. 2012 és 2013 között zenei vezetője volt a Michigani Egyetem Campus Szimfonikus Zenekarának és a Michigani Pops Orchestrának. 2015-ben doktori fokozatot szerzett. Tanulmányai mellett részt vett Bernard Haitink luzerni mesterkurzusain.
Addigra már – induló pályafutása fontos mozzanataként – 2014 decemberében, 28 éves korában megnyerte a rangos Donatella Flick karmesterversenyt. Ő volt az első női karmester a díj történetében, aki megnyerte a versenyt. A díj eredményeként a 2015–2016-os évadban a Londoni Szimfonikus Zenekar segédkarmestere lett, ahol együtt dolgozhatott a zenekar vezető karmesterével, Valerij Gergijevvel, valamint Michael Tilson Thomas és Daniel Harding vezető vendégkarmesterekkel. A következő évben, 2015-ben részt vett a  Dudamel-ösztöndíjprogramban a Los Angeles-i Filharmonikusokkal. 2017-től három évig a svédországi NorrlandsOperan vezető karmestere lett. Az év elején vendégkarmesterként fellépett a Skót Királyi Nemzeti Zenekar élén, ahova mindössze két héttel később visszatérhetett, mert Neeme Järvit kellett váratlanul helyettesíteni. Ennek eredményeként 2018-ban fő vendégkarmesternek nevezték ki a skót zenekarnál. A 2019–2020-as koncertszezontól – miután azelőtt már kétszer is dirigálta a zenekart – az Antwerpeni Szimfonikus Zenekar vezető karmestere lett, mint a valaha volt legfiatalabb vezető karmester a zenekar történetében. Első koncertjén Stravinsky Tavaszi áldozat című művét mutatta be. A kontraktust 2022-ben 2025-ig meghosszabbították.
Chan a fiatal karmesterek közül az egyik legkeresettebb művész, a Hereford Times csodálta a „dráma és gyengédség, erő és finomság” egyedülálló kombinációjáért. Számos rangos zenekarral vendégszerepelt, mint például az amszterdami Royal Concertgebouw Orchestra, a Toronto Symphony Orchestra és az Ensemble InterContemporain. 2019-ben a Philadelphia Orchestrával és a berlini Deutsches Symphonie-Orchesterrel mutatkozott be nagy sikerrel, az előző évadban pedig a Deutsche Kammerphilharmonie Bremennel, a Stockholmi Királyi Filharmonikusokkal és a Sydney-i Szimfonikus zenekarral való együttműködése volt emlékezetes. A 2021–2022-es évadban részt vesz az edinburgh-i Nemzetközi Fesztiválon, majd debütál a bázeli Sinfonieorchester, a Bostoni és St. Louis-i Szimfonikus Zenekar, az Európai Unió Ifjúsági Zenekara, a Mahler Kamarazenekar, a bécsi ORF Radio-Symphonieorchester, az Orchestre National de Lyon és a Junge Deutsche Philharmonie vendégeként. A hangfelvételekre nem fordít kiemelt figyelmet, így lemezen csak 2020-ban debütált a Decca kiadónál a Skót Királyi Nemzeti Zenekarral és Benjamin Grosvenor zongoraművésszel, Frédéric Chopin két zongoraversenyét rögzítették.
Elim Chan férje Dominique Vleeshouwers holland ütőhangszeres művész, aki 2020-ban elnyerte a Holland Zenei Díjat.

## Felvételei
Az Allmusic nyilvántartásából.
| Megjelenés | Tartalom                | Közreműködők                                          | Kiadó |
| ---------- | ----------------------- | ----------------------------------------------------- | ----- |
| 2020       | Chopin: Piano Concertos | Benjamin Grosvenor, Royal Scottish National Orchestra | Decca |